# Kapala sulcifacies
Kapala sulcifacies är en stekelart som först beskrevs av Cameron 1904.  Kapala sulcifacies ingår i släktet Kapala och familjen Eucharitidae. Inga underarter finns listade i Catalogue of Life.